# Laceys Island
Laceys Island är en ö i Kanada. Den ligger i provinsen Nova Scotia, i den sydöstra delen av landet, 1 000 kilometer öster om huvudstaden Ottawa.
I omgivningarna runt Laceys Island växer i huvudsak blandskog. Inlandsklimat råder i trakten. Årsmedeltemperaturen i trakten är 6 °C. Den varmaste månaden är augusti, då medeltemperaturen är 16 °C, och den kallaste är februari, med −8 °C. Genomsnittlig årsnederbörd är 1 796 millimeter. Den regnigaste månaden är december, med i genomsnitt 281 millimeter nederbörd, och den torraste är maj, med 81 millimeter nederbörd.